# Hollie Grima
Hollie Louise Grima-Florance z d. Grima (ur. 16 grudnia 1983 w Launceston) – australijska koszykarka, reprezentantka kraju grająca na pozycji środkowej. Mistrzyni Świata 2006. Wicemistrzyni Olimpijska 2008.
W 2011 r. zdiagnozowano u niej gruczolakoraka, wczesną fazę raka szyjki macicy, dlatego koszykarka musiała zawiesić karierę.